# Deux Femmes (film, 1999)
 (septembre 2022).
Si vous disposez d'ouvrages ou d'articles de référence ou si vous connaissez des sites web de qualité traitant du thème abordé ici, merci de compléter l'article en donnant les références utiles à sa vérifiabilité et en les liant à la section « Notes et références ».
Pour les articles homonymes, voir Deux femmes.
Pour plus de détails, voir Fiche technique et Distribution.
Deux Femmes  (en persan : دو زن, Do zan) est un film iranien écrit et réalisé par Tahmineh Milani, sorti en 1999.
Deux Femmes décrit la vie de deux étudiantes prometteuses en architecture pendant les premières années troublées de la république islamique d’Iran. Le régime tente selon la tradition des mollahs de cantonner les femmes à la maison  et de les empêcher d’aller jusqu’au bout de leur potentiel. Le film a gagné le prix du meilleur scénario au Festival du film Fajr en 1999 ainsi que le prix de la meilleure actrice pour l’interprétation de Niki Karimi au Festival du Film de Taormine.

## Synopsis
Le film débute quatorze ans après que Fereshteh (Niki Karimi) et Royā (Merila Zarei) sont devenues amies, durant leurs études d’architecture dans une université de Téhéran. Les événements de la vie de Fereshteh durant ces quatorze ans sont relatés par une série de retours en arrière cinématographiques montrant les évocations de Feresheh et Royā. 
Fereshteh, dont la famille vit avec un faible revenu à Ispahan, est une étudiante très douée pleine d’espoir et d’attentes pour son avenir et ce qu’elle aimerait faire pour sa famille après ses études. Elle décline une proposition de mariage (transmise par une intermédiaire) d'un étudiant de dernière année de génie mécanique dans la même université, dont le père est professeur d’université ; plus tard on saura que la famille de cet étudiant est très riche. Fereshteh subvient à ses besoins financiers en donnant des cours privés à ce genre d’étudiants. La famille de Royā, de son côté, est riche. Elle devient une des élèves de Fereshteh, à cette occasion, une amitié profonde s’installe entre les deux femmes. 
Fereshteh est traquée par un jeune homme obsessionnel, nommé Hassan (Mohammad-Rezā Foroutan), que rien n’arrête pour attirer l’attention de la jeune femme et, il va jusqu’à la demander en mariage. Il cause beaucoup de problèmes, entre autres, infliger des séquelles corporelles en jetant de l’acide au visage du cousin de Fereshteh le prenant pour le copain de celle-là. Ce qui fait que le père de Fereshteh (Rezā Khāndān) la force de retourner chez elle à Ispahan (bien que Fereshteh vive indépendamment dans un dortoir de l’université, elle est formellement sous la responsabilité de son oncle, le frère de son père, qui vit à Téhéran) ; par quelque raison futile, le père croit que les harcèlements causés par le jeune homme sont provoqués en quelque sorte par certaines légèretés de comportement de la part de sa fille. 
Ces événements ont lieu lorsque les universités sont fermées par le gouvernent iranien (qui sont survenus en réalité en été 1979 - la Révolution culturelle iranienne de 1980-1987) c’est pourquoi Fereshteh ne voit pas son départ de Téhéran comme un changement de vie, mais plutôt comme un événement temporaire sans conséquence pour ses études et ses plans d’avenir. Le harceleur suit Fereshteh jusqu’à Ispahan et pendant une course de moto-voiture cause un accident fatal entraînant deux enfants qui jouent au football dans la rue. 
Un homme, nommé Ahmad (Atila Pesyani), qui aide Fereshteh et sa famille dans le procès légal faisant suite à cet accident, demande la main de Fereshteh et - en dépit de la féroce opposition initiale de Fereshteh à cette proposition - par une promesse de subventionner les études de Fereshteh après l’ouverture des universités, arrive à obtenir le consentement de Fereshteh à se marier. Après le mariage, il se montre extrêmement jaloux en empêchant Fereshteh d’avoir des contacts avec le monde extérieur sans son approbation, même en ce qui concerne son amitié avec Royā. Alors qu’il n’a la moindre connaissance de la vie de Royā, il ressent une haine viscérale envers elle, croyant qu’elle représente la société libérale qu’il déteste. 
Quand Fereshteh demande le divorce à la cour, le juge rejette catégoriquement la cause, en approuvant les actes de son mari, ce qui fait souffrir la jeune femme émotionnellement et intellectuellement, lesquelles sont suffisantes pour la cour de considérer le divorce. La décision du juge dépend des réponses de Fereshteh à une série de questions, comme: son mari était-il violent, infidèle, ou drogué, etc., dans le cas contraire ; en réponse à des constants appels et réclamations de Fereshteh relatifs à ses droits humains, le juge réplique de ne pas faire perdre le temps de la cour. Il est à remarquer que, bien que jamais personne ne voit Ahmad frapper Fereshteh, en réalité c'est un homme violent, si bien que constamment il l'abuse verbalement, la menaçant même d’un couteau de cuisine. C’est le moyen subtil de Milāni pour montrer comment la violence conjugale est souvent méconnue, malgré le grand nombre de ses victimes. Fereshteh et son mari ont deux garçons (les deux sont adolescents quand Fereshteh et Royā se retrouvent après quatorze ans) qui apparemment aiment les deux parents de la même manière, sauf qu'ils se mettent plus souvent du côté de leur mère, qui, malgré tout, leur transmet les meilleurs de ses talents. 
Le destin fait que les trois personnages, Fereshteh, son mari et le jeune homme harceleur (qui la harcèle encore après treize ans de prison) se retrouvent rassemblés à la fin de l’intrigue.Hassan pour se venger de Fereshteh s'en prend à eux. Dans un corps à corps avec Ahmad, Hassan le blesse d'un coup de couteau. Le coup est fatal et Ahmad perd la vie à l'hôpital. 

## Distribution
- Niki Karimi : Fereshteh
- Merila Zarei : Roya
- Mohammad Reza Foroutan : Hassan
- Reza Khandan : Le père de Fereshteh
- Atila Pesyani : Ahmad